# Manhunt International 1999
Manhunt International 1999 là cuộc thi Manhunt International lần thứ sáu được tổ chức tại Manila, Philippines vào ngày 29 tháng 5 năm 1999. Khoảng 43 thí sinh tham gia cuộc thi này. Juan Ernesto Calzadilla đến từ Venezuela đăng quang ngôi vị Manhunt International.

## Kết quả
| Hạng                       | Thí sinh |
| -------------------------- | --- |
| Manhunt International 1999 | - Venezuela – Ernesto Calzadilla |
| Á vương 1                  | - Ấn Độ – John Abraham |
| Á vương 2                  | - Malaysia – Bernard Anthony |
| Á vương 3                  | - Jamaica – Kirk Hedley |
| Á vương 4                  | - Nam Phi – Llewellyn Cordier |
| Top 10                     | - Bulgaria – Marian Kristianov - Croatia – Daniel Topic - Iceland – Andres Thor Bjornsson - México – José Daniel Cortés Romo - Trung Quốc – Hu Dong |

Giải thưởng đặc biệt
| Giải thưởng             | Thí sinh                                          |
| ----------------------- | ------------------------------------------------- |
| Mr. Internet Popularity | - Curaçao – Freddy Konings - Singapore – Eddie Oh |
| Mr. Photogenic          | - México – José Daniel Cortés Romo                |
| Mr. Physique            | - Singapore – Eddie Oh                            |
| Mr. Personality         | - Puerto Rico – Candido Torres                    |
| Best National Costume   | - Philippines – Alexander Judilla                 |
| Mr. Friendship          | - Nigeria – Ajiboya Delon                         |
| Mr. Talent              | - Trung Quốc – Hu Dong                            |
| Best in Fashion Wear    | - Úc – Mark Slater                                |
| Best in Swimwear        | - Macedonia – Murut Temal                         |

## Các thí sinh
43 thí sinh dự thi.
| Quốc gia/vùng lãnh thổ   | Thí sinh                |
| ------------------------ | ----------------------- |
| Áo                       | William Summer          |
| Ấn Độ                    | John Abraham            |
| Bỉ                       | Alexander Vanwallen     |
| Bolivia                  | Mario Chávez Suárez     |
| Bồ Đào Nha               | Mario Teles             |
| Bulgaria                 | Marian Kristianov       |
| Colombia                 | Fredy Almanza           |
| Croatia                  | Daniel Topic            |
| Curaçao                  | Freddy Konings          |
| Đan Mạch                 | Peter Kerby             |
| Đức                      | Patrick Urban           |
| Ecuador                  | Libardo Correa          |
| Gibraltar                | Michael Bossino         |
| Hoa Kỳ                   | Arnold Vasquez          |
| Hồng Kông                | Kenneth Wathall         |
| Hy Lạp                   | John Yannis Katsakos    |
| Iceland                  | Andres Thor Bjornsson   |
| Jamaica                  | Kirk Hedley             |
| Kazakhstan               | Michael Velikodnyi      |
| Latvia                   | Janis Eihmanis          |
| Luxembourg               | Hasan Dogan             |
| Macedonia                | Murut Temal             |
| Malaysia                 | Bernard Anthony         |
| México                   | José Daniel Cortés Romo |
| Nam Phi                  | Llewellyn Cordier       |
| New Zealand              | Ben Mitchell            |
| Nigeria                  | Ajiboya Delon           |
| Papua New Guinea         | Darren Kaputin          |
| Philippines              | Alexander Judilla       |
| Puerto Rico              | Candido Torres          |
| România                  | Alexandru Hanc          |
| Séc                      | Ondřej Klement          |
| Singapore                | Eddie Oh                |
| Síp                      | Andreas Falas           |
| Slovakia                 | Roman Valenta           |
| Tây Ban Nha              | Enzo Di Piazza          |
| Thụy Điển                | Christian Borgvall      |
| Thụy Sĩ                  | Martin Wehrli           |
| Trung Quốc               | Hu Dong                 |
| Úc                       | Mark Slater             |
| Venezuela                | Ernesto Calzadilla      |
| Quần đảo Virgin thuộc Mỹ | Christopher Ellis       |
| Ý                        | Guglielmo Sembenini     |